# Solitario della Bastiglia
Il solitario della Bastiglia, chiamato anche soltanto solitario, è un gioco da tavolo che si gioca da soli, solitamente su di un apposito tavoliere in cui sono presenti dei fori disposti a forma di croce o ottagono. Inizialmente tutti i fori, eccetto quello centrale, sono occupati da pioli o biglie (qui di seguito chiamati genericamente pedine).
Lo scopo del gioco è di eliminare dal tavoliere tutte le pedine eccetto una, che dovrà occupare il foro in posizione centrale. L'unica mossa consentita è "saltare" una pedina (orizzontalmente o verticalmente, ma non in diagonale), che viene quindi "mangiata".
Spesso questo gioco viene chiamato erroneamente dama cinese, ma in realtà non ha nulla a che vedere con quest'ultima né con la dama, a parte una somiglianza nel movimento delle pedine. È invece simile a Halatafl (noto anche come "la volpe e le oche" o "la volpe e le galline"), dato che il tavolo da gioco è sostanzialmente lo stesso, ma quest'ultimo si gioca in due e con pedine di due colori diversi.
Dell'Halatafl esiste a sua volta una variante chiamata L'assalto.

## Storia

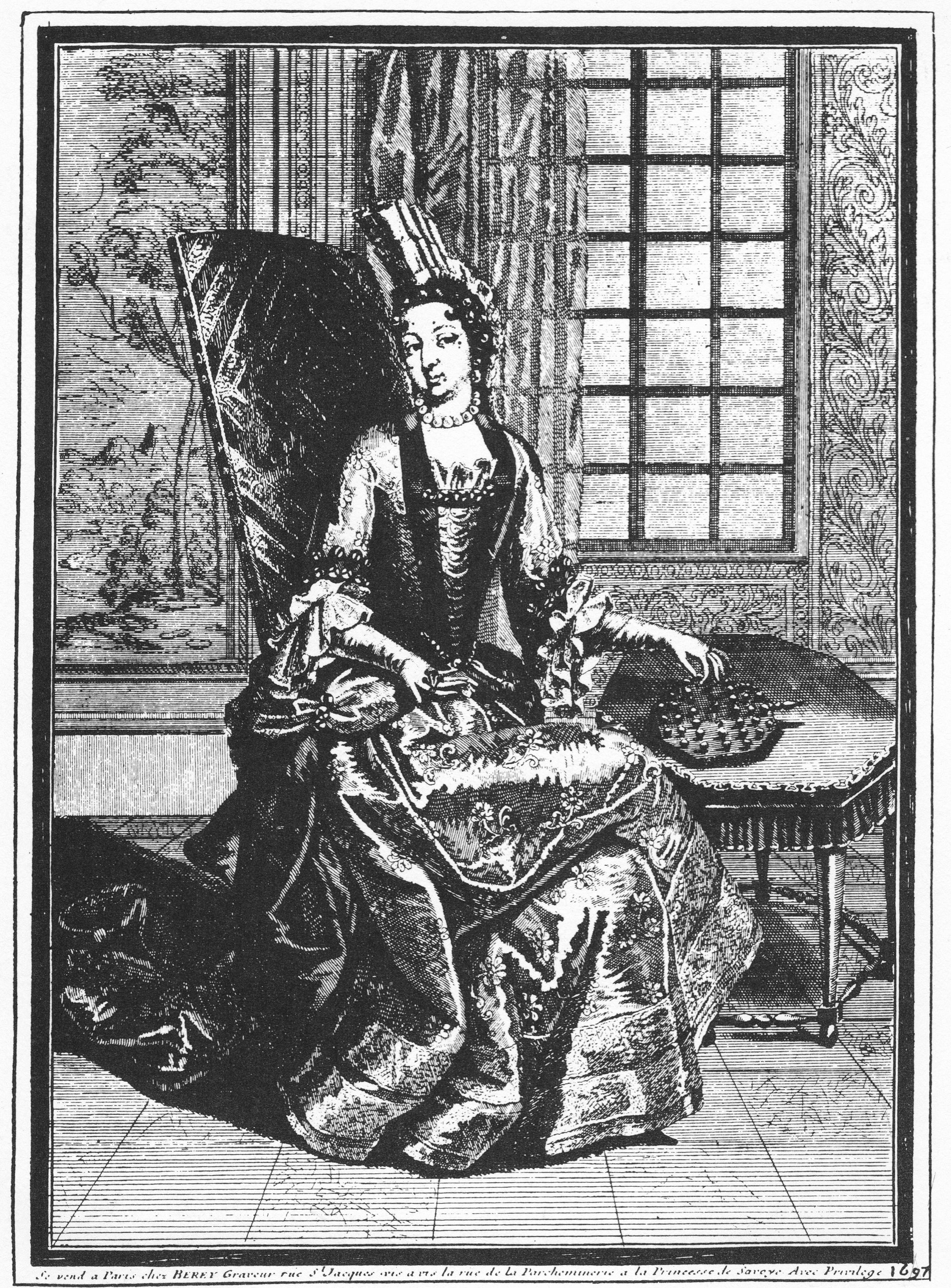
Incisione del 1687 che raffigura Anne de Rohan-Chabot impegnata nel gioco

L'invenzione del gioco viene tradizionalmente attribuita a un prigioniero della Bastiglia nel XVII secolo, tuttavia un gioco simile si trova descritto già in un poema di Ovidio. Il solitario era molto diffuso negli ambienti aristocratici del XVII e XVIII secolo, e veniva spesso realizzato come oggetto d'arte con legni pregiati, intarsiati o decorati con madreperla.

## Funzionamento del gioco

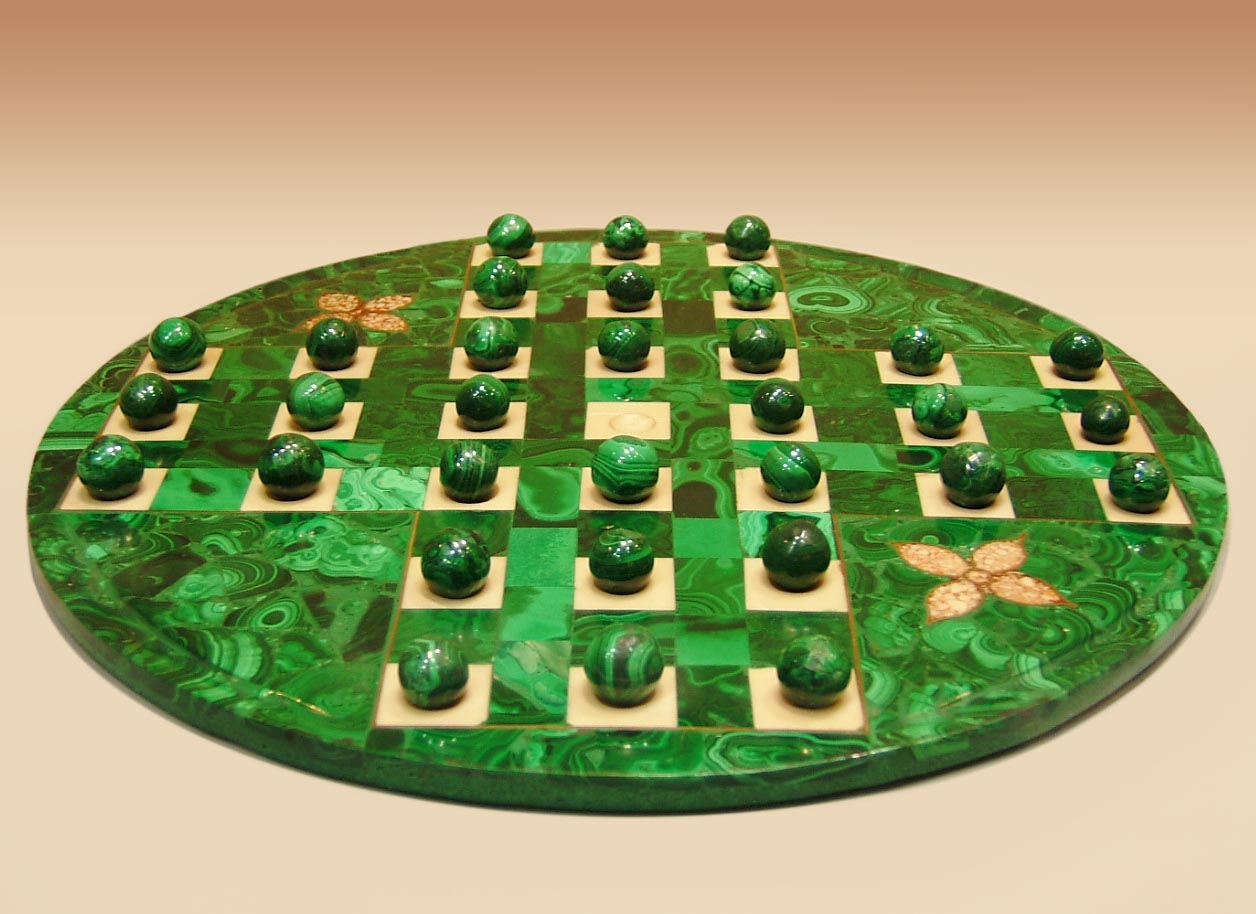
Solitario britannico

Il gioco consiste nel "mangiare" una dopo l'altra tutte le pedine fino a che ne rimarrà solo una, tuttavia il gioco si considerà vinto solo se l'ultima mossa farà sì che la pedina rimasta si trovi esattamente al centro della scacchiera.
In ogni mossa quindi è obbligatorio eliminare "mangiare" una pedina facendo un salto in un'unica direzione che termini in una casella libera due caselle più avanti del punto di partenza, per cui è necessario che tra il punto di partenza e il punto di destinazione vi sia una sola pedina che verrà considerata "mangiata".
Non sono ammesse mosse in diagonale, è possibile muovere le pedine solamente in orizzontale o verticale.
Vi sono due tavolieri tradizionali:
| Inglese Europeo · · · · · · · · · · · · · · · · · · · · · · · · · · · · · · · · · · · · · · · · · · · · · · · · · · · · · · · · · · · · · · · · · · · · · · |

Il tavoliere Inglese è composto da 33 caselle quindi alla partenza ci saranno 32 pedine, per cui il gioco terminerà al compimento della mossa 31. In alcuni testi, al fine unico di conteggio delle mosse (e quindi non influendo in nessun modo sulle regole del gioco), è possibile che si considerino come unica mossa quelle riguardanti lo spostamento continuo di una stessa pedina.
Nelle raffigurazioni che seguono, le pedine sono indicate con pallini scuri(☻) (tranne quella è stata appena mossa che verrà indicata con una freccia che indica in quale direzione è stata mossa), la pedina "mangiata" sarà indicata con pallino chiaro (☺) , mentre le caselle libere saranno facilmente visibili in quanto indicate da un puntino (•). Questo è un esempio di mosse iniziali sul tavoliere Inglese:
```
    inizio           mossa 1            mossa 2            mossa 3                 mossa 31
                ped.5, direzione↓  ped.8, direzione→  ped.1, direzione↓       ped.29, direzione↑
    ☻ ☻ ☻             ☻ ☻ ☻             ☻ ☻ ☻              ↓ ☻ ☻                   • • •
    ☻ ☻ ☻             ☻ ↓ ☻             ☻ • ☻              ☺ • ☻                   • • •
☻ ☻ ☻ ☻ ☻ ☻ ☻     ☻ ☻ ☻ ☺ ☻ ☻ ☻     ☻ → ☺ ☻ ☻ ☻ ☻      ☻ • ☻ ☻ ☻ ☻ ☻           • • • • • • •
☻ ☻ ☻ • ☻ ☻ ☻     ☻ ☻ ☻ ☻ ☻ ☻ ☻     ☻ ☻ ☻ ☻ ☻ ☻ ☻      ☻ ☻ ☻ ☻ ☻ ☻ ☻    ecc.   • • • ☻ • • • 
☻ ☻ ☻ ☻ ☻ ☻ ☻     ☻ ☻ ☻ ☻ ☻ ☻ ☻     ☻ ☻ ☻ ☻ ☻ ☻ ☻      ☻ ☻ ☻ ☻ ☻ ☻ ☻           • • • ☺ • • •
    ☻ ☻ ☻             ☻ ☻ ☻             ☻ ☻ ☻              ☻ ☻ ☻                   • ↑ •
    ☻ ☻ ☻             ☻ ☻ ☻             ☻ ☻ ☻              ☻ ☻ ☻                   • • •
```

Il gioco è vinto se l'ultima pedina rimasta si troverà esattamente al centro della scacchiera.